# Campionati svedesi di sci alpino 1975
Ai Campionati svedesi di sci alpino 1975 furono assegnati i titoli di discesa libera, slalom gigante e slalom speciale, sia maschili sia femminili.

## Risultati
| Specialità      | Uomini            | Donne          |
| --------------- | ----------------- | -------------- |
| Discesa libera  | Anders Hansson    | Monica Jonsson |
| Slalom gigante  | Hasse Johansson   | Karin Sundberg |
| Slalom speciale | Lars-Erik Hinders | Karin Sundberg |